# Juan de Arguijo
Juan de Arguijo (Siviglia, 1567 – Siviglia, 7 agosto 1622) è stato un poeta spagnolo.
Artista a cavallo tra il Barocco e il Secolo d'Oro, fu autore di numerosi sonetti a imitazione italiana.

## Biografia
Scrisse opere pregevoli, alcune delle quali col pseudonimo di Arcicio, ma si distinse specialmente come generoso mecenate di scrittori e artisti per proteggere i quali spese tutta la sua fortuna, fino a ridursi negli ultimi anni di sua vita a vivere delle rendite di sua moglie María de Guzmán. Il suo nome figura sul frontespizio di innumerevoli opere dedicategli dai rispettivi autori in omaggio alla sua liberalità. Lo stesso Lope de Vega gli dedicò il poema Belleza de Angélica e si dichiarò in diverse occasioni riconoscente ai suoi favori. Come poeta, continuò la tradizione del suo compatriota Fernando de Herrera, pur ispirandosi anche alla maniera dei poeti italiani. Lasciò una collana di sessanta sonetti, forbitissimi, finemente cesellati, pervasi di suggestivo arcaismo, singolari per semplicità e sentimento (fra i quali famoso quello intitolato La tempestad y la calma), da alcuni critici agguagliati a quelli di Quevedo, di Lope e degli Argensola; sonetti che ricordano gli epigrammi dell'Antologia Palatina e trattano argomenti classici, mitologici, storici e filosofici. Notevoli sono pure le odi e le epistole che Lope menziona con elogio in La niña boba, e alcuni racconti che rivelano buon gusto e duttile ingegno. Varie opere sue sono purtroppo andate perdute: quelle che si conoscono sono le seguenti: Sonetos, ed. Juan Colón y Colón, Siviglia 1841; Poesías, ed. Adolfo de Castro, 1854 (Bibl. de Autores Españoles, XXXII); Cuentos recogidos por Don Juan de Arguijo, ed. A. Paz y Melia, in Sales españolas, 1902, seconda serie, p. 91-209 (Colección de Escritores Castellanos, 71).